# G-Land
G-Land es una rompiente situada en la bahía de Grajagan, en Java Oriental, Indonesia. En frente de G-Land, al otro lado del estrecho, se encuentra Bali.

## Características
G-Land es una de las "mecas" del surf, debido a su exótico paisaje y unas olas que son accesibles para todos: tubos perfectos, potentes y largos que albergaron una de las pruebas del ASP World Tour durante tres años seguidos. G-Land es probablemente unas de las mejores izquierdas del mundo y reconocido por sus vientos offshore (viento de tierra que alisa y ahonda la ola, ofreciendo las mejores condiciones de surf.) bien establecidos. Desde marzo a noviembre, el Océano Índico genera un potente viento que llega a G-Land para formar una de las rompientes más consistentes del mundo. Hay 7 rompientes en G-Land y las 3 más famosas son Kong, Money Trees y Speedies. A marea alta, estas olas son accesibles a todos porque rompen en aguas profundas, pero a marea baja, el nivel del agua sobre el arrecife baja y las olas empiezan a entubarse seriamente.

## Turismo
El surf es el mayor atractivo de G-Land. En su etapa como punto del circuito ASP World Tour, Indonesia y G-Land recibieron gran cantidad de turistas provenientes de todo el mundo y este evento deportivo supuso una importante inyección económica anual para la zona. 
Los tsunamis son una de las amenazas a los turistas y a la población indonesia. En 1994 se registró un tsunami en la zona, con olas de 5 a 6 metros. Y es que, Java se encuentra en plena zona de subducción.
- Datos: Q5511905
- Multimedia: Plengkung Beach / Q5511905